# ماكس فون أوبنهايم
ماكس فون أوبنهايم (بالألمانية: Max von Oppenheim)

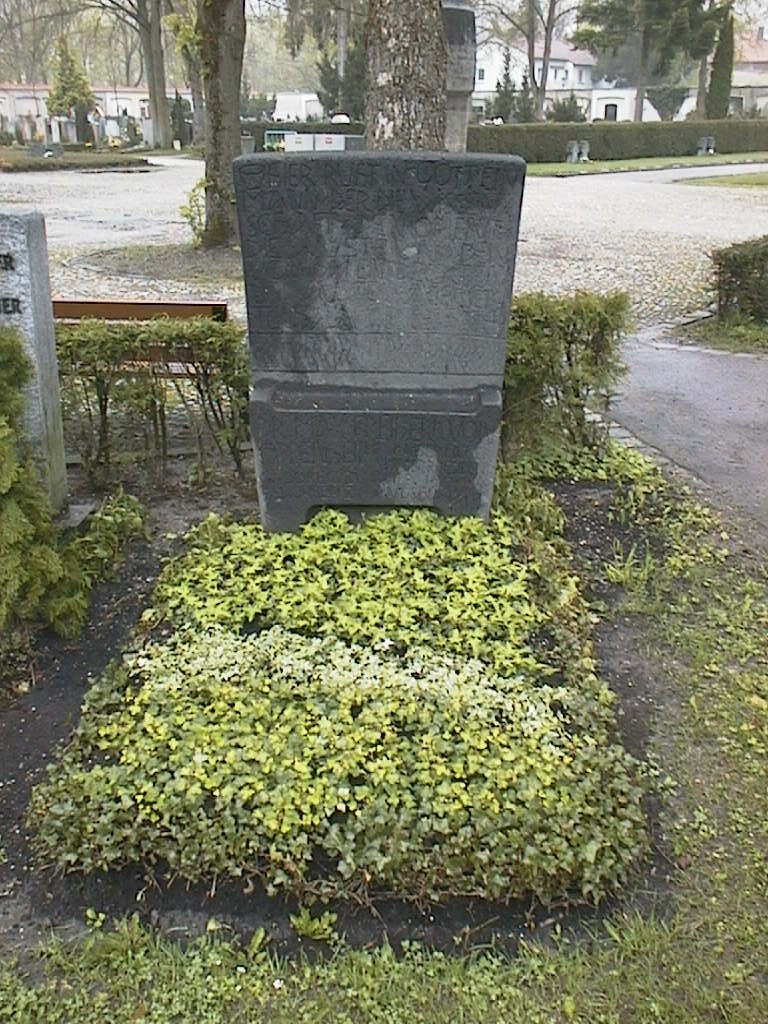
قبر ماكس فون أوبنهايم في لاندشوت ، لاندشوتير شتاتكريس بافاريا (بايرن)، ألمانيا

رحالة وعالم آثار ودبلوماسي ألماني ولد في كولونيا في 15 يوليو 1860 وتوفى في 17 نوفمبر 1946.
هو نجل ماكس كان وألبرت أوبنهايم آخر أعظم مكتشفي الآثار الهواة في الشرق الأوسط.

## من أهم أعماله
- أهم مكتشفاته كانت مدينة تل حلف في سورية.
- له عدة مطبوعات منها:

1. تل حلف (1) 1943 م (Tell Halaf I, 1943 (with Hubert Schmidt)
2. تل حلف (2) 1950 م (Tell Halaf II, 1950 (with R. Naumann)
3. كتاب البدو
4. رحلة إلى مسقط عبر الخليج، 2007.
5. من البحر المتوسط إلى الخليج: لبنان وسورية، 2008. ترجمة: محمود كبيبو.[1]
6. الدروز، 2009. ترجمة: محمود كبيبو.
7. رحلة إلى ديار شمر وبلاد شمال الجزيرة، 2012. ترجمة: محمود كبيبو.

## روابط خارجية
- ماكس فون أوبنهايم على موقع مونزينجر (الألمانية)